# Olhavaluoto
Olhavaluoto är en halvö vid kusten i Ijo kommun och landskapet Norra Österbotten. Den ligger söder om Olhavanjokis utlopp i Bottenviken.